# Phyllomedusa
Phyllomedusa is een geslacht van kikkers uit de familie Phyllomedusidae. De groep werd lange tijd tot de familie boomkikkers (Hylidae) gerekend. De groep werd voor het eerst wetenschappelijk beschreven door Johann Georg Wagler in 1830. Later werd wel de wetenschappelijke naam Pithecopus gebruikt.
Er zijn vijftien soorten die voorkomen in delen van Zuid-Amerika en leven in de landen Argentinië, Panama, Trinidad en Uruguay.

## Soorten
Geslacht Phyllomedusa
- Soort Phyllomedusa bahiana
- Soort Phyllomedusa bicolor
- Soort Phyllomedusa boliviana
- Soort Phyllomedusa burmeisteri
- Soort Phyllomedusa camba
- Soort Phyllomedusa coelestis
- Soort Phyllomedusa distincta
- Soort Phyllomedusa iheringii
- Soort Phyllomedusa neildi
- Soort Phyllomedusa sauvagii
- Soort Phyllomedusa tarsius
- Soort Phyllomedusa tetraploidea
- Soort Phyllomedusa trinitatis
- Soort Phyllomedusa vaillantii
- Soort Phyllomedusa venusta

Agalychnis · 
Callimedusa · 
Cruziohyla · 
Hylomantis · 
Phasmahyla · 
Phrynomedusa · 
Phyllomedusa · 
Pithecopus